# MJET
MJET ist eine österreichische Fluggesellschaft mit Sitz in Schwechat und Basis am Flughafen Wien-Schwechat. Das 2007 gegründete Unternehmen ist auf das Management und den Betrieb von Geschäftsflugzeugen sowie auf andere luftfahrtbezogene Aktivitäten spezialisiert, darunter Beratung, Flugunterstützung, Flugzeugverkauf und -erwerb, Lieferung neuer oder gebrauchter Flugzeuge. Am Hauptsitz von MJET in der Nähe des Internationalen Flughafen Wien-Schwechat befindet sich ein Operations Control Center, das die weltweiten Aktivitäten des Unternehmens koordiniert.

## Flotte
Die Flotte besteht mit Stand vom Juli 2022 aus 12 Flugzeugen:
- 1 A319-115
- 1 IAI-Gulfstream 200
- 1 Gulfstream GIV-X-G450
- 3 Gulfstream GVII-G500
- 1 Gulfstream GVI-G650
- 3 Bombardier CL 600-2B16
- 1 Bombardier BD-700
- 1 Embraer 135BJ